# Pansemna beryllodes
Pansemna beryllodes är en fjärilsart som beskrevs av Turner 1903. Pansemna beryllodes ingår i släktet Pansemna och familjen nattflyn. Inga underarter finns listade i Catalogue of Life.